# Rytmisk gymnastik

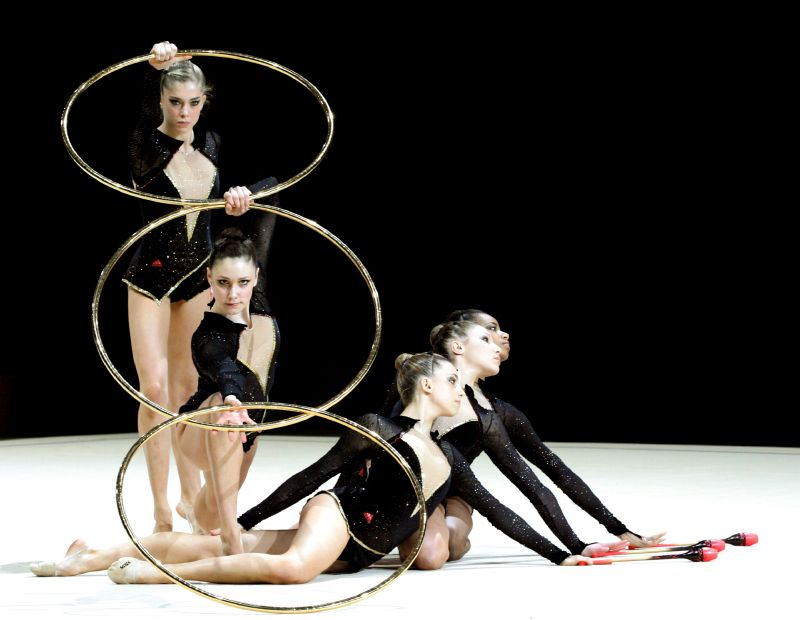
En grupp gymnaster som tävlar i rytmisk gymnastik.

Rytmisk gymnastik är en olympisk gren inom gymnastiken, där man tävlar både individuellt och i trupp. I rytmisk gymnastik används fem olika handredskap, men man kan även utföra rytmisk gymnastik utan redskap (fristående). Redskapen är: band, boll, käglor, rep och tunnband (ser ut som en rockring). I internationella tävlingar tävlas det med fyra av de fem redskapen, och vilka redskap som används det aktuella året bestäms av Internationella gymnastikförbundet (FIG, Fédération Internationale de Gymnastique). Gymnasterna tävlar med ett program till musik, där man utövar olika övningar med handredskapet. Redskapet bör hållas i ständig rörelse under tävlingsprogrammet.  Tävlingsprogrammet ska inkludera olika svårigheter, såsom hopp, piruetter, balanser samt rörelser som visar vighet. Som sportgren kräver rytmisk gymnastik mycket flexibilitet, styrka, balans, spänst och koordination.
Rytmisk gymnastik utförs på en ljus matta med måtten 13×13 meter. Det krävs dessutom en takhöjd på minst 10 meter för att gymnasten ska kunna kasta sina redskap utan hinder.
Rytmisk gymnastik har tidigare på svenska kallats ”gymnastique moderne” och rytmisk sportgymnastik (1986–1998).

## Historia
Rytmisk gymnastik utvecklades till en tävlingssport på 1920-talet i Sovjetunionen. I de olympiska spelen 1952 och 1956 tävlade man i rytmisk gymnastik  i trupp, men efter OS år 1956 togs den rytmiska gymnastiken bort från OS-programmet. De första världsmästerskapen ordnades år 1963 i Ungern, med Ljudmila Savinkova från Sovjetunionen som den första världsmästaren. Den rytmiska gymnastiken gjorde OS-comeback år 1984 i Los Angeles då man för första gången tävlade individuellt i rytmisk gymnastik i OS-sammanhang. Den första OS-titeln i rytmisk gymnastik gick till Kanadas Lori Fung, då större delen av östblockets gymnaster bojkotterade dessa OS-tävlingar. Vid OS i Los Angeles 1984 utsågs rytmisk gymnastik till världens vackraste idrott av den församlade sportpressen. Trupptävlingarna i rytmisk gymnastik togs åter med i OS-programmet år 1996 till OS i Atlanta.
Historiskt sett har den rytmiska gymnastiken dominerats av gymnaster från Sovjetunionen/Ryssland och Bulgarien. Några exempel på kända sovjetiska/ryska gymnaster som utövat rytmisk gymnastik är: Alina Kabajeva, Jevgenija Kanajeva (Evgenia Kanaeva), Alexandra Soldatova, Jana Kudrjavtseva, Margarita Mamun samt tvillingarna Dina och Arina Averina.

## Tävlingar
De mest värdesatta internationella tävlingarna i rytmisk gymnastik är:
- Olympiska spelen (OS)[8]
- Världsmästerskapen (VM), som ordnas de åren sommar-OS inte hålls.[9]
- Europeiska mästerskapen (EM)[10]
- World Cup och World Challenge Cup-tävlingarna (FIG-tävlingar)
- Grand Prix-tävlingar (European Union of Gymnastics (UEG)-tävlingar)
- De nordiska mästerskapstävlingarna (ordnas vartannat år)

## Tävlingsformer

### Individuella tävlingar
Den vanligaste tävlingsformen inom rytmisk gymnastik är den individuella, där en gymnast ensam utför tävlingsprogrammen. I de internationella individuella tävlingarna används ofta fyra av de fem möjliga redskapen. Gymnasterna tävlar då både om medalj inom varje redskap samt om hela tävlingens vinst (mångkamp).   

### Trupptävlingar
Den rytmiska gymnastikens trupper består av fem gymnaster.  Tävlingsprogrammen i trupp är längre än de individuella programmen, och handredskapen för lagmedlemmarna kan antingen vara identiska eller bestå av en kombination av två olika redskap.

### Duo/trio(DT)-tävlingar
I Norden tävlar man även i rytmisk gymnastik i duon och trion. Duo/Trio blev i oktober 2009 presenterat av Louise Kruke Indreberg och Malin Berge Appelquist från Norge-klubben Njård. I de Nordiska mästerskapen 2018 dominerade Finland stort genom att vinna så gott som alla grenar. Den enda grenen där Finland inte vann var damernas DT. 